# 85-мм противотанковая пушка Д-48
85-мм противотанковая пушка Д-48 (индекс ГАУ — 52-П-372) — советское артиллерийское орудие, разработанное после Второй мировой войны в ОКБ завода № 9 под руководством главного конструктора Ф. Ф. Петрова на базе пушки Д-44. Первый опытный образец пушки был построен в самом конце 1948 года.
Была принята на вооружение в 1953 году. С 1955 по 1957 год на заводах № 9 и № 75 было изготовлено 819 пушек Д-48 и Д-48Н.

## Конструкция
Конструкция Д-48 была разработана на основе Д-44 путём её увеличения и упрочнения под боеприпас, полученный обжатием и незначительным удлинением 100-мм гильзы БС-3 до 85 мм.

## Модификации
- Д-48Н (52-П-372Н) — модификация пушки с ночным прицелом АПН2-77 или АПН3-77 (изготовлено 100 орудий).
- СД-48 — самодвижущийся вариант пушки, на вооружение не принят.
- Тип 60 — Китайский аналог пушки.
- Д-70 (2А15) — танковое орудие на основании конструкции Д-48, устанавливавшееся в самоходку АСУ-85.

## Галерея

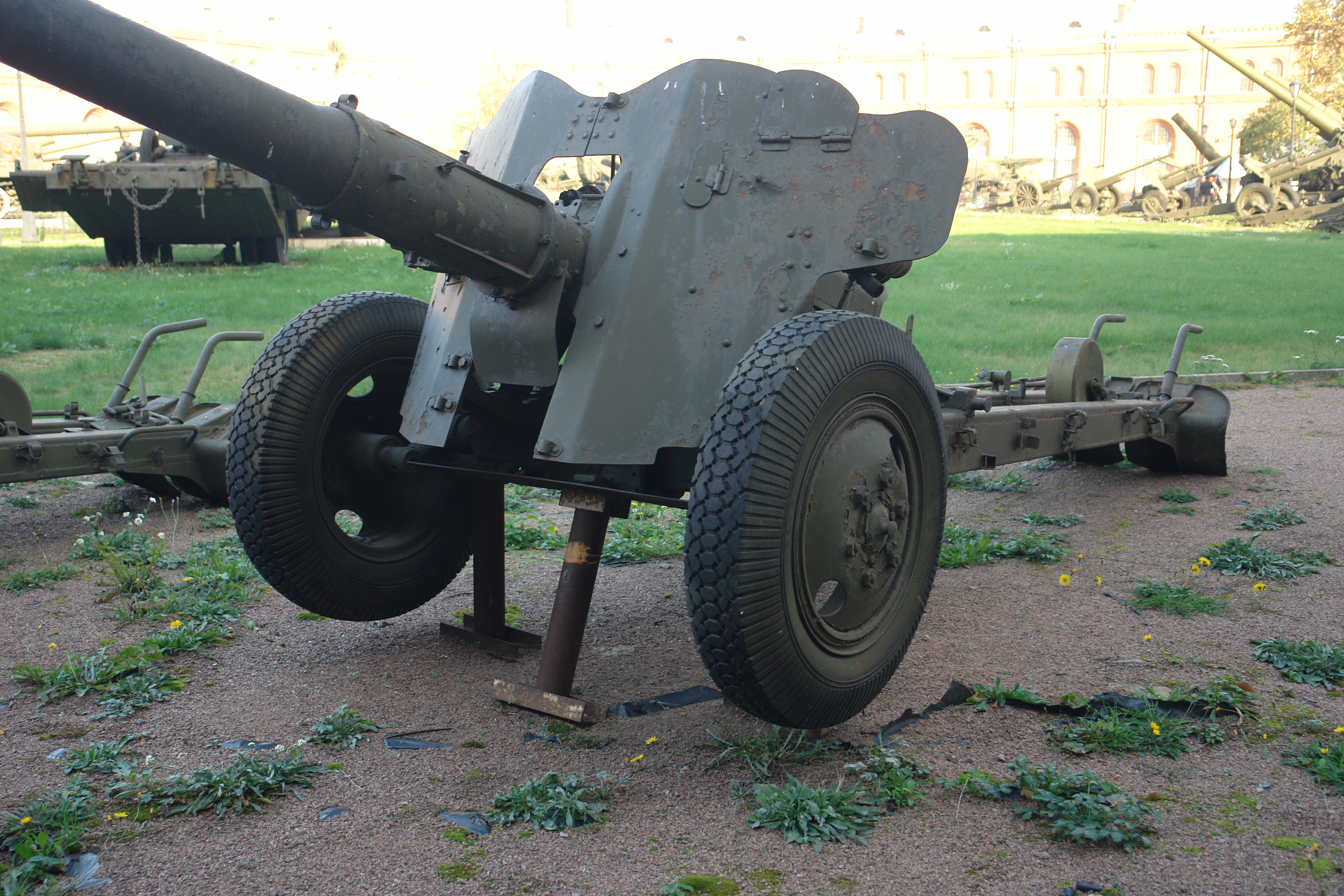
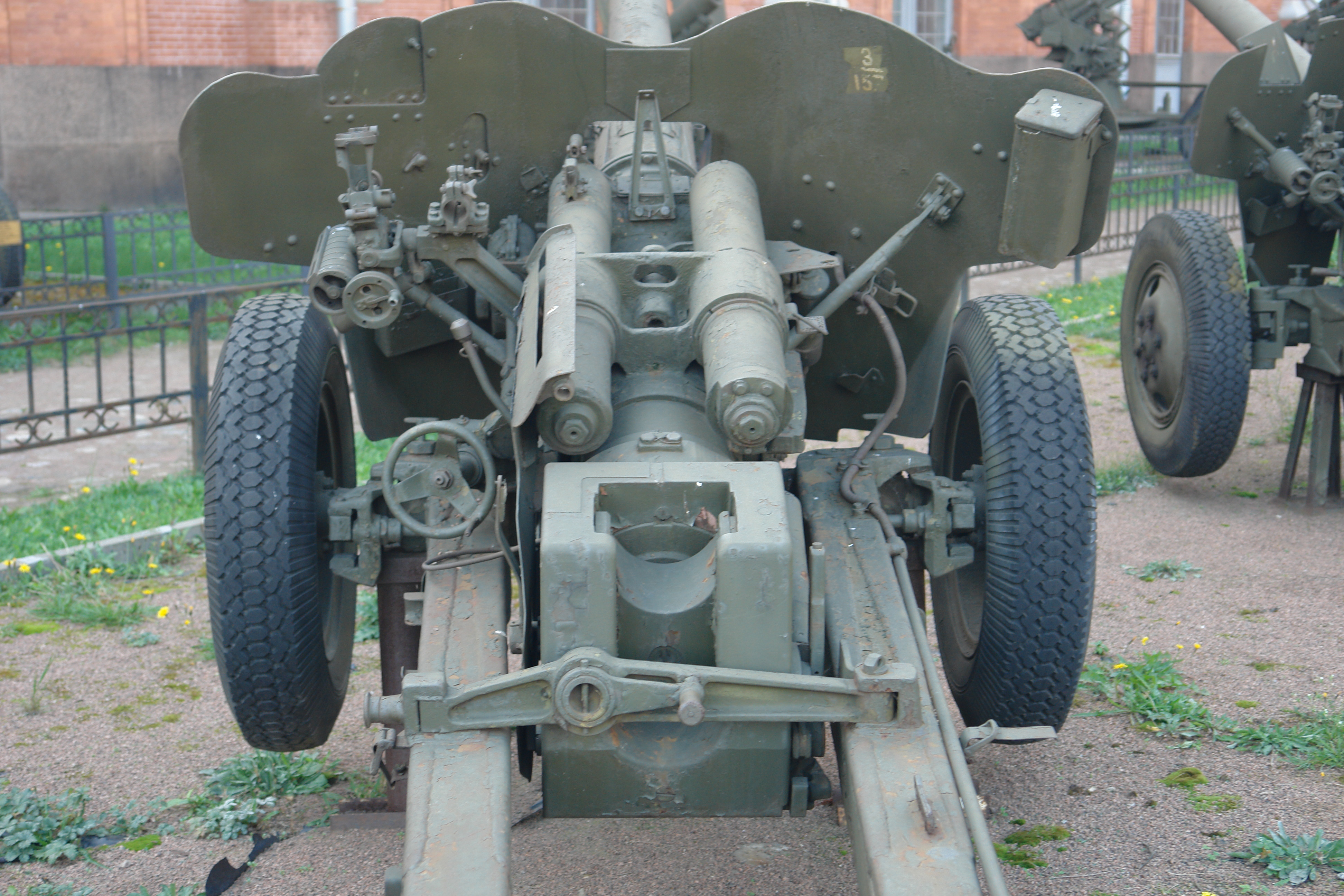
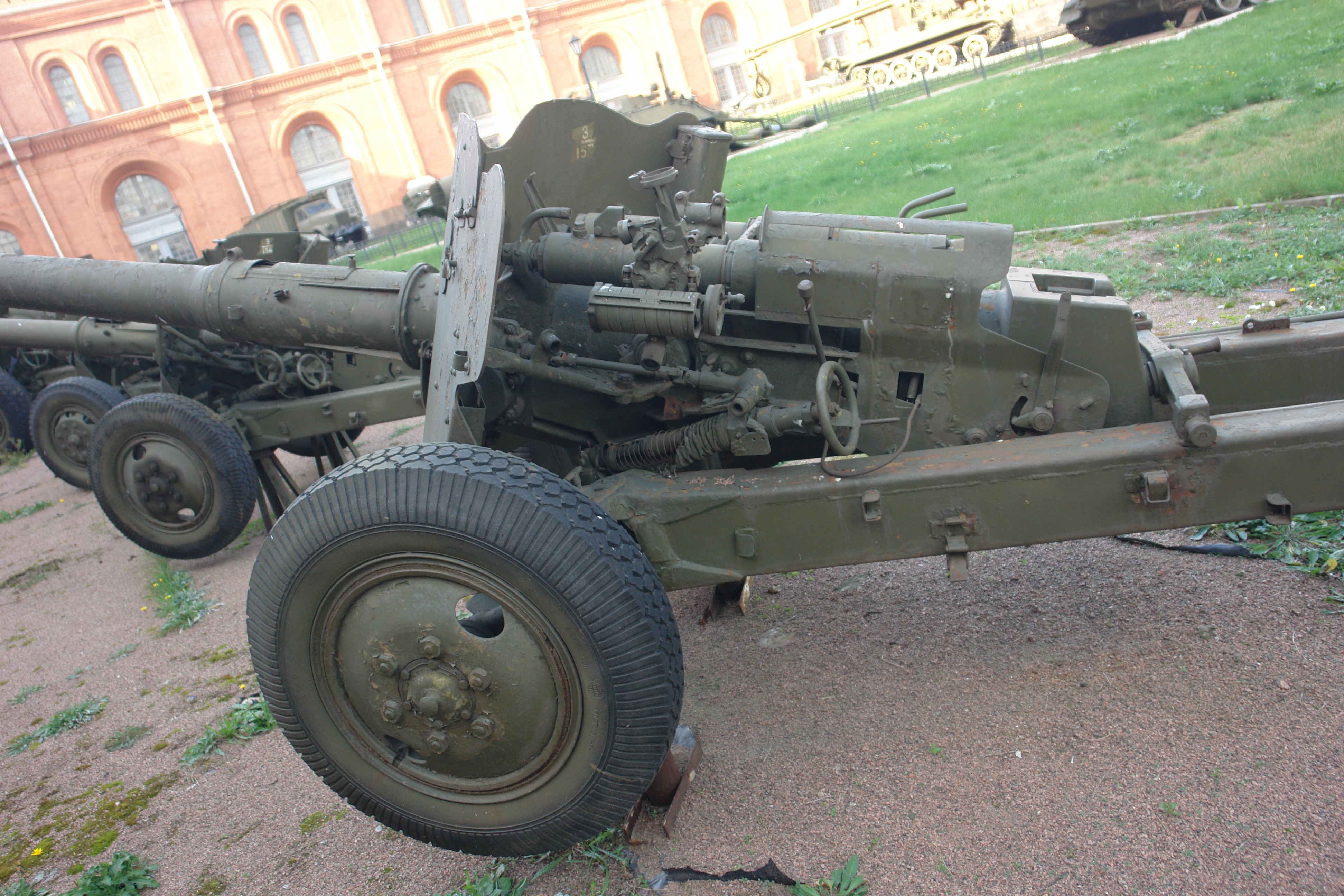

## Характеристики
- Начальная скорость снаряда
  - Осколочно-фугасного, 1010 м/с
  - Кумулятивного, 925 м/с
  - Бронебойного, 1040 м/с
- Максимальная дальность стрельбы ОФС (ОФ-372), 18970 м
- Бронепробиваемость бронебойного снаряда (Бр-372)
  - На расстоянии 500 метров, 190 мм
  - На расстоянии 1000 метров, 185 мм

## Операторы
- Мозамбик — 6 единиц Д-48, по состоянию на 2024 год[1]
- Монголия — 150 единиц Д-44 и Д-48, по состоянию на 2024 год[1][2]

## Где можно увидеть
- Россия — Установлена на территории музейного комплекса "Мир воды Санкт-Петербурга", Санкт-Петербург, Шпалерная, 56
- Россия — Установлена на мемориале в д. Малахово Заокского района Тульской области[3].
- Россия — В виде памятника установлена перед Домом офицеров Мулинского гарнизона в п. Мулино-1, Нижегородской области.
- Россия — Музей отечественной военной истории в деревне Падиково Истринского района Московской области.
- Россия — Мемориал боевой доблести и трудовой славы в городе Берёзовском Свердловской области. Две пушки были установлены в 1995 году.
- Россия — Музей военной техники УГМК в Верхней Пышме Свердловской области[4].
- Россия — Музей современной боевой техники в парке города Раменское Московской области.
- Россия — Музей военной техники под открытым небом в сквере "Пионерский" на улице Пионерской, Пенза
- Россия — Установлена в качестве памятника на Холме воинской славы в городе Кузнецк Пензенской области
- Россия — Установлена в качестве памятника на воинском мемориале в селе Большое Болдино Нижегородской области
- Россия — Установлена в качестве памятника на площади Победы в г. Алапаевске Свердловской области